# Bandiera di Moultrie
La Bandiera di Moultrie, conosciuta anche con il nome di Liberty Flag, è una bandiera storica degli Stati Uniti d'America, che è stata utilizzata durante la Rivoluzione americana.

## Storia
La Bandiera della Libertà, venne disegnata nel 1775 dal colonnello William Moultrie, in vista della guerra contro la Gran Bretagna.
Venne utilizzata dalle sue truppe durante la difesa dell’Isola di Sullivan contro la flotta britannica nel giugno 1776.

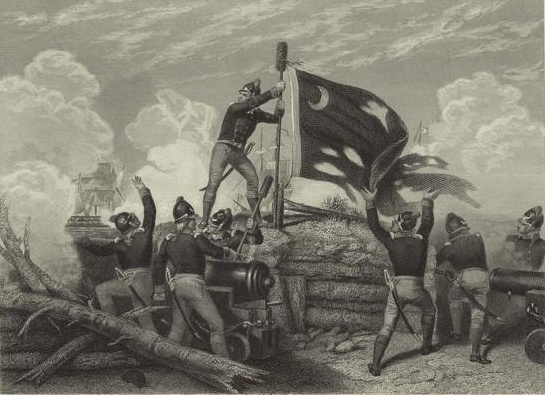
La Liberty Flag issata su Fort Moultrie durante la difesa dell’Isola di Sullivan.